# Felonia
Felonia (z fr., wiarołomstwo) – pojęcie średniowiecznego prawa lennego oznaczające złamanie zobowiązań lennych przez wasala lub seniora. Karą za niewywiązanie się z umowy była utrata lenna lub zwierzchnictwa lennego.